# Bahache/Université de Djibouti
Maillots
Le Bahache/Université de Djibouti (en arabe : جمعية جيبوتي), plus couramment abrégé en Université de Djibouti, est un club djiboutien de football fondé en 2007 et basé à Djibouti, la capitale du pays. 
Le club, comme son nom l'indique, dépend directement de l'Université de Djibouti, et évolue en première division du championnat de Djibouti de football.
Il est officiellement renommé AS Espérance Sportive de Djibouti à l'aube de la saison 2019-2020.

## Histoire
À sa création, le club évolue en D2. Lors de la saison 2012-2013, le club se voit sacré champion du D2 et gagne sa promotion en D1.  La saison suivante s'avère être une catastrophe pour le club qui finit relégué en D2.
L'Université finit par remonter la saison suivante et ne quitte plus l'élite du football djiboutien depuis finissant même deuxième du championnat durant l'exercice 2018-2019.